# Leo Andersson
Leo Andersson (ur. 20 maja 1955 roku) – szwedzki kierowca wyścigowy.

## Kariera
Andersson rozpoczął karierę w międzynarodowych wyścigach samochodowych w 1978 roku od startów w Szwedzkiej Formule Ford 1600. Z dorobkiem jedenastu punktów uplasował się na dziesiątej pozycji w klasyfikacji generalnej. W późniejszych latach pojawiał się także w stawce Szwedzkiej Formuły 3, Niemieckiej Formuły 3, Europejskiej Formuły 3 oraz Brytyjskiej Formuły 3.